# Teracotona submacula
Teracotona submacula (Walker, 1855) è un lepidottero appartenente alla famiglia Erebidae, diffuso in Africa meridionale.

## Descrizione

### Adulto
Nel maschio l'ala anteriore è biancastra, con marcate pennellate di marrone, ed una macchia discoidale nera più o meno sviluppata. La pagina inferiore ha una fascia scarlatta a livello della cellula discoidale.

L'ala posteriore è bianca, lievemente ombreggiata di marroncino, con macchia discoidale nera. La parte più interna tende a tonalità di scarlatto.

Nella femmina l'ala posteriore mostra intere campiture scarlatte.

Il capo ed il torace sono bruno-grigiastri. I palpi sono scarlatti alla base e neri alle estremità. I patagia sono punteggiati di nero.

Nelle zampe, i femori sono scarlatti nella parte superiore, mentre i tarsi sono contornati di nero.

L'addome è arancione, tinto di scarlatto alla base, e mostra una serie di macchie nere subdorsali e due serie di punti neri laterali e sublaterali.

L'apertura alare del maschio raggiunge i 48 mm, quella della femmina è di 58 mm.

### Uova
Le uova sono sferoidali e deposte singolarmente o a piccoli gruppi costituiti da più file, su foglie, piccioli o ramoscelli.

### Larva
I bruchi sono molto pelosi, come nella maggior parte delle specie di Arctiinae, e sono facilmente reperibili in giardini e orti, dove provocano danni rilevanti alla vegetazione.

## Distribuzione e habitat

La regione sudafricana del Natal, locus typicus della specie

L'areale della specie comprende la Namibia, il Sudafrica (locus typicus: Natal) ed il Malawi
L'habitat è rappresentato da boschi, macchie a vegetazione mista, giardini e orti.

## Biologia
La specie rappresenta spesso un flagello per le coltivazioni ed i giardini, essendo in grado di devastare seriamente le foglie di piante coltivate e non; per questo motivo sono state approntate diverse tecniche di lotta integrata, impiegando sia sostanze chimiche (ad es. arsenicali, arsenito di rame), sia specie antagoniste.

Questa falena ha abitudini notturne, ed è spesso oggetto di parassitismo, sia nello stadio di uovo, sia in quello di larva.

### Periodo di volo
La specie è bivoltina in Sudafrica, ed il ciclo vitale si completa in 175-185 giorni.

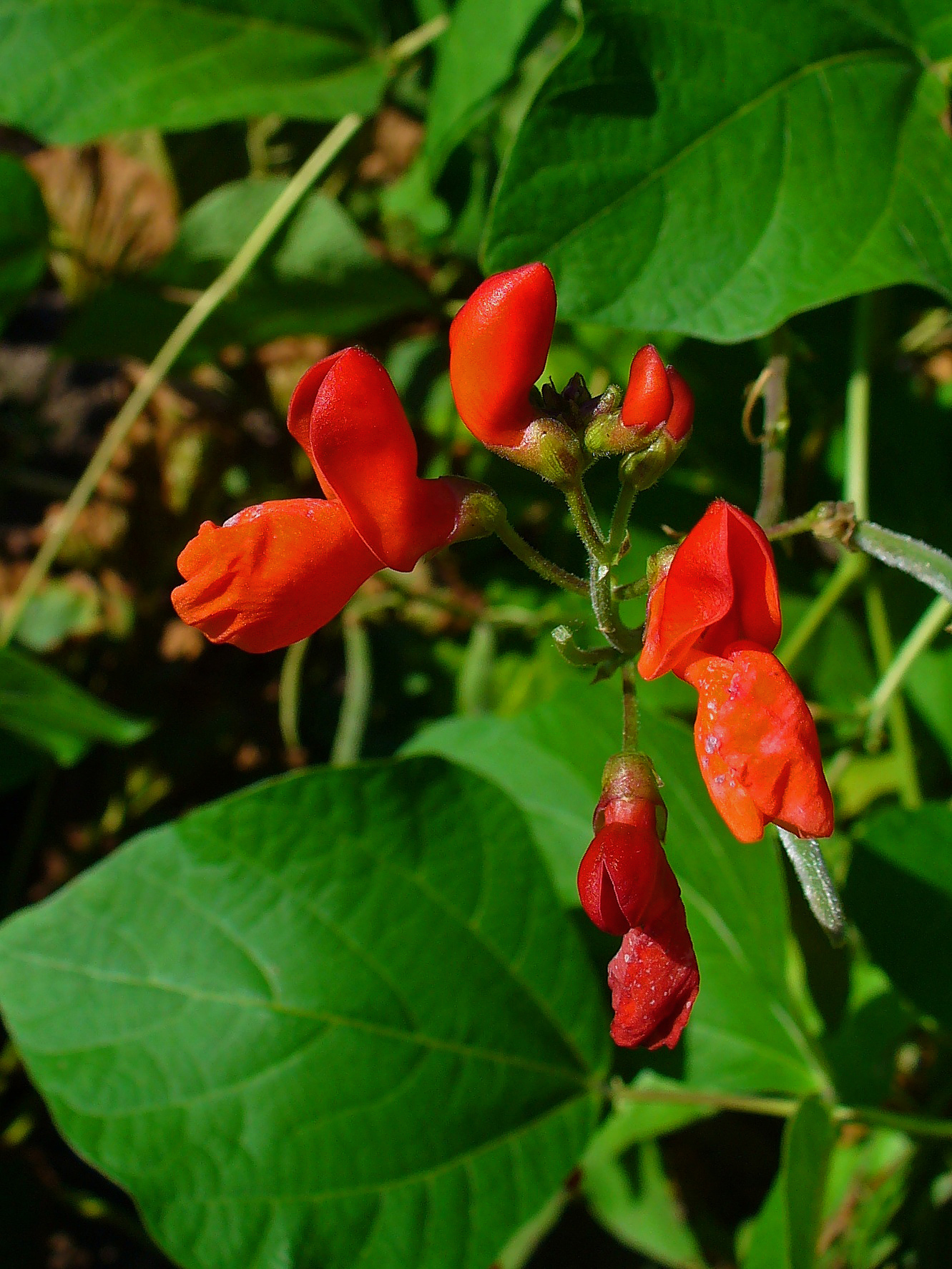
Phaseolus coccineus

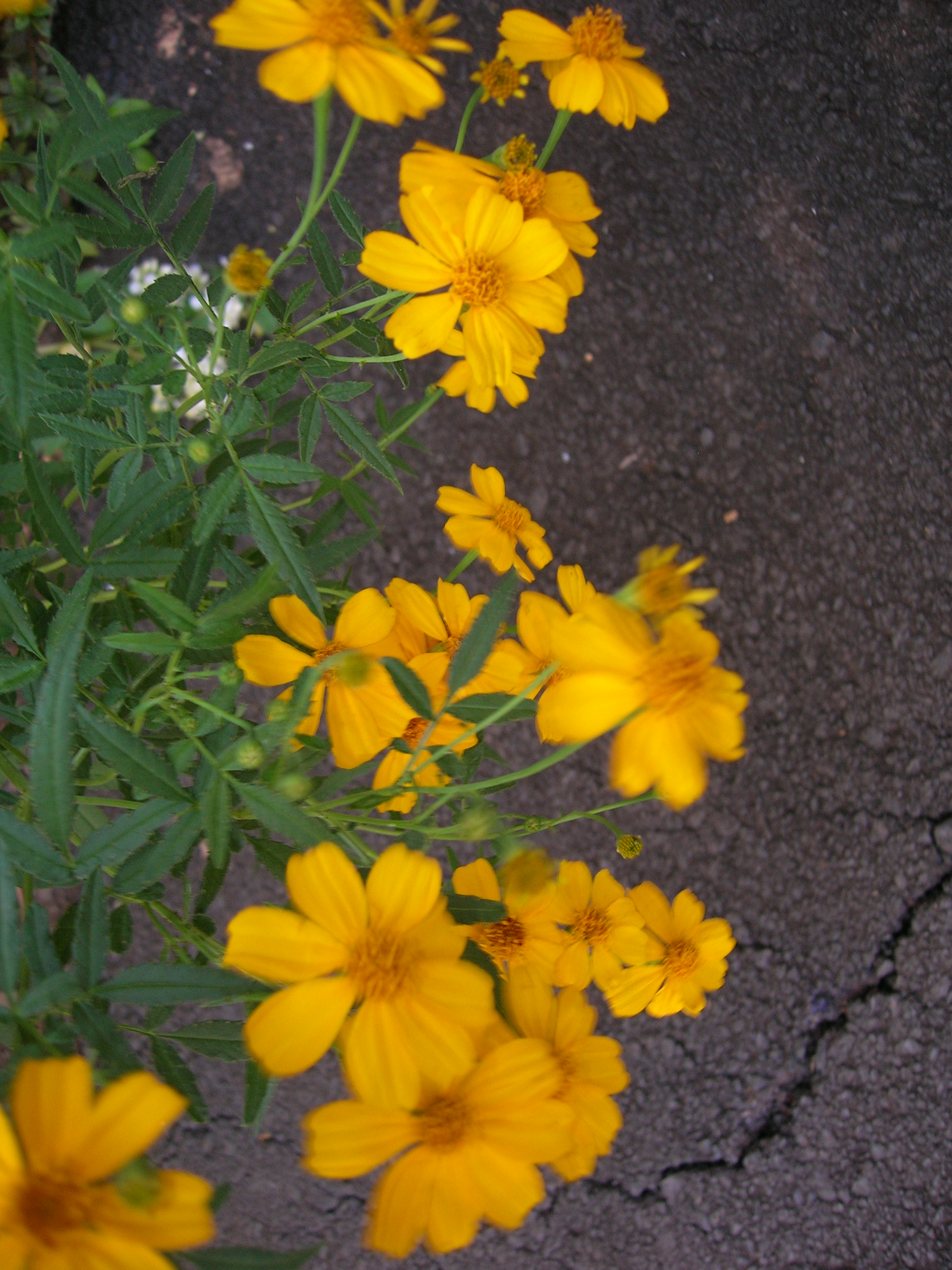
Capolini di Tagetes lucida

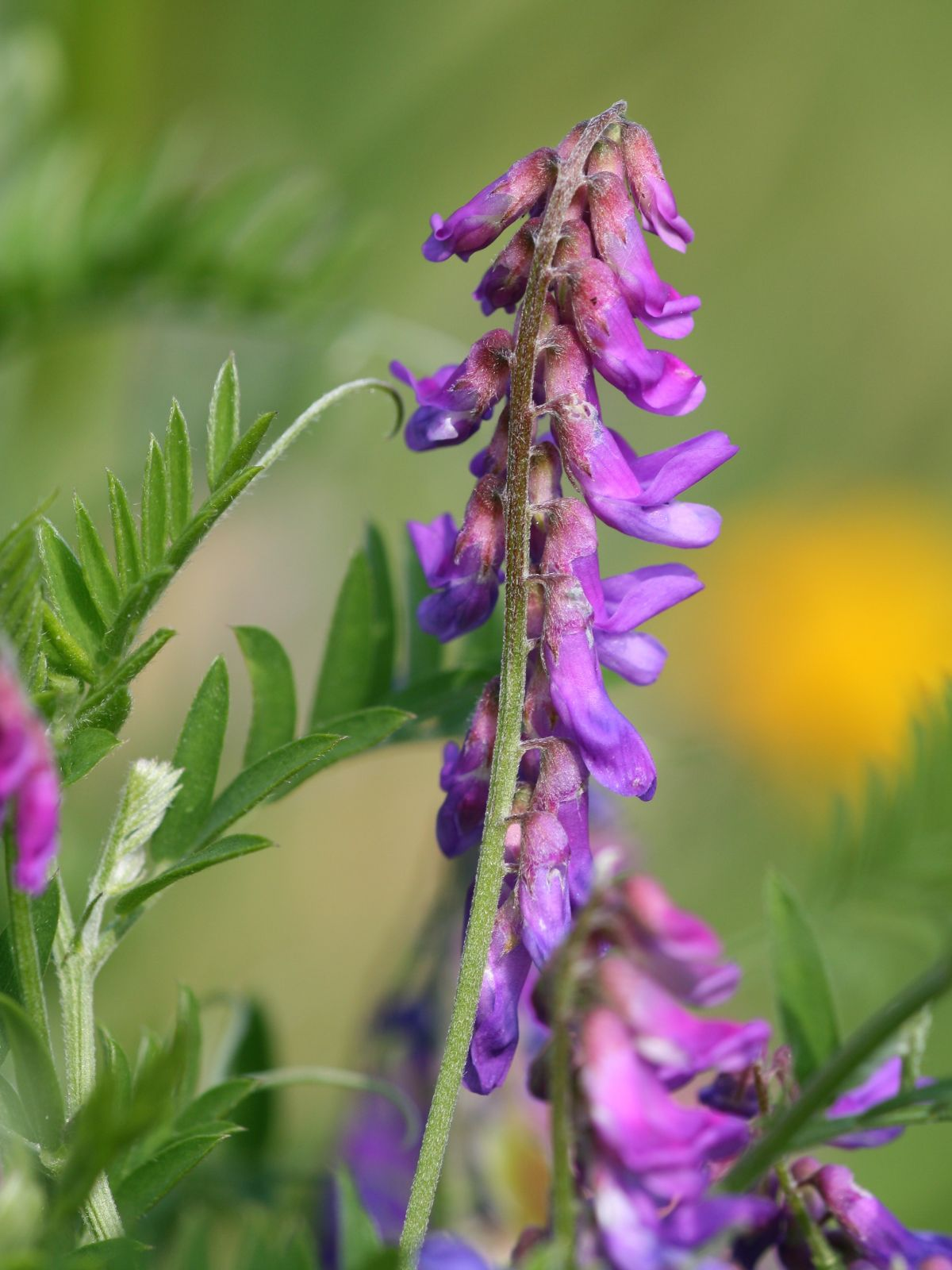
Racemo di Vicia cracca

### Alimentazione
I bruchi sono polifagi e attaccano una grande varietà di generi coltivati come Beta L. (Chenopodiaceae), Brassica L. (Brassicaceae), Lactuca L. (Asteraceae), Phaseolus L. (Fabaceae), e Vicia L. (Fabaceae), o anche selvatici come Tagetes L. (Asteraceae).

## Tassonomia

### Sottospecie
Non sono state descritte sottospecie.

### Sinonimi
Sono stati riportati cinque sinonimi:
- Cycnia natalica Möschler, 1872 - Stettin Ent. Ztg 33 (7-9) : 356 - Locus typicus: Port Natal[3]
- Estigmene strigosa Möschler, 1872 - Stettin Ent. Ztg 33 (7-9) : 355 - Locus typicus: Port Natal[3]
- Spilosoma submacula f. obscurum Walker, 1856 - List Spec. Lepid. Insects Colln Br. Mus. 7: 1696 - Locus typicus: Sudafrica[5]
- Teracotona roseata Butler, 1878 - Proc. Zool. Soc. Lond. 1878 : 382 - Locus typicus: Natal[4]
- Teracotona submacula f. albiplaga Gaede, 1926 - in Seitz, Gross-Schmett. Erde 14: 111 - Locus typicus: Africa Sud-Occidentale